# Tscharbak
Tscharbak (kirgisisch Чарбак) ist ein Dorf in Kirgisistan mit 525 Einwohnern (Stand 2023).

## Geographie
Das Dorf liegt im Rajon Batken des Oblus Batken. Es ist der Landgemeinde Kyschtut untergeordnet. Das Dorf liegt im zentralen Teil des Rajon, am rechten Ufer des Ak-Suu, einem Nebenfluss des Soʻx. Es befindet sich in einer Entfernung von etwa 23 Kilometern (Luftlinie) südöstlich der Stadt Batken, dem Verwaltungszentrum des Rajon und des Oblus.
Tscharbak liegt direkt an der Grenze zur usbekischen Enklave Soʻx.

## Bevölkerung
| Jahr | Einwohner |
| ---- | --------- |
| 2009 | 372       |
| 2015 | 412       |
| 2023 | 525       |

Anmerkung: 2009 Volkszählungsdaten, 2015–2023 Fortschreibung